# 코닥 이지셰어

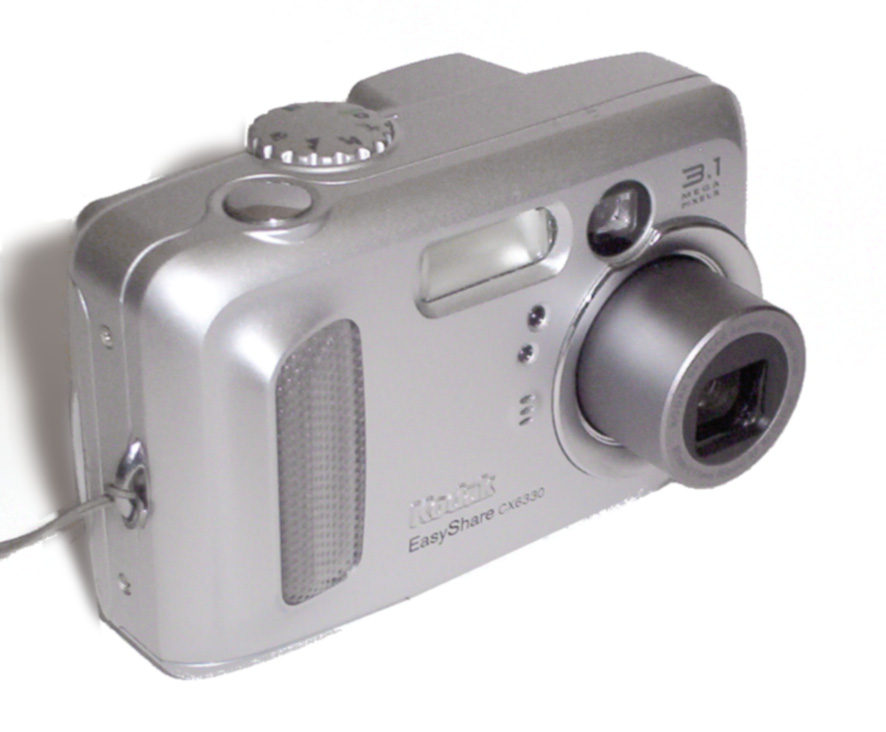

코닥 이지셰어(Kodak EasyShare)는 코닥의 디지털 카메라, 스냅샷 프린터, 프린터 독, 악세서리, 카메라 독, 소프트웨어, 온라인 사진 인화 서비스 등을 일컫는 브랜드이다.
이지셰어의 디지털 카메라는 총 여섯 가지 시리즈로 나누어지는데, C 시리즈, Z 시리즈, V 시리즈, P 시리즈, 와이파이(Wi-Fi), M 시리즈 지원 모델로 나뉜다. 2001년에 이지셰어 C 시리즈 디지털 카메라가 처음 선보였는데, 기술적 지식이 없는 사용자들도 쉽게 사용할 수 있고, 보다 저렴하면서도 품질이 좋아 시장에서 인기를 끌었다.
이지셰어 소프트웨어는 코닥 이지셰어 카메라 모델을 통해 촬영한 이미지를 정렬 또는 교환하고, 사진 인화 신청을 도와주는 소프트웨어로 코닥에서 생산된 카메라가 아니라도 사진 교환이 가능하다.

## 같이 보기
- 코닥